# عزن (دهستان)
 عزن  (در عربی:  عِزَّن )
دهستانی است در عزلهٔ (بلدة عزان)، در ناحیه (عرش رداع)، در ۱۸ کیلومتری غرب (رداع)، از توابع استان عَدَن، در کشور یمن در شبه جزیره عربستان. 

## جمعیت
جمعیت این دهستان در حدود (۱۷۶۵۲) نفر و (۲۷ خانوار) می‌باشد. 

## روستاها
روستاهای توابع این دهستان عبارتند از:
- روستای: بلدة عَزان
- روستای: العَرین
- روستای: آل العریف
- روستای: العَزازی
- روستای: عُزاهل
- روستای: العَزکی
- روستای: العَساکرة